# Walther Penck
Pour les articles homonymes, voir Penck.
Walther Penck, né le 30 août 1888 à Vienne (Autriche-Hongrie) et mort le 29 septembre 1923 à Stuttgart (Allemagne), est un géologue et géomorphologue allemand, connu pour ses théories sur l'évolution du paysage.
Penck est connu pour avoir critiqué les éléments clés du cycle d'érosion (en) de William Morris Davis, concluant que le processus de soulèvement et de dénudation se produit simultanément, à des vitesses progressives et continues. L'idée de Penck de retrait parallèle des pentes a conduit à une révision du cycle d'érosion de Davis.

## Biographie
Walther Penck est le fils du géographe Albrecht Penck.